# Дунсиху
Дунсиху́ (кит. упр. 东西湖, пиньинь Dōngxīhú) — район городского подчинения города субпровинциального значения Ухань провинции Хубэй (КНР).

## История
Исторически эти места входили в состав уезда Ханьян (汉阳县). В 1957—1958 годах здесь были проведены крупные работы по мелиорации с привлечением большого количества рабочей силы из провинций Хубэй и Хэнань. После этого на введённых в сельхозоборот землях были созданы госхозы, а для администрирования территории был образован район Дунсиху.

## Административное деление
Район делится на 8 уличных комитетов.